# Воротникова, Серафима Васильевна
Серафи́ма Васи́льевна Воротнико́ва (14 марта 1929 года, село Тамлык, Центрально-Чернозёмная область — 27 декабря 2008 года, Усманское 2-е сельское поселение, Воронежская область) — передовик сельскохозяйственного производства, доярка. Герой Социалистического Труда (1971).

## Биография
Родилась 14 марта 1929 года в крестьянской семье в селе Тамлык Рождественско-Хавского района (сегодня — Новоусманский район Воронежской области). С 1945 года работала дояркой в колхозе «Новый путь» и с 1960 года — в совхозе «Масловский» Новоусманского района. За выдающиеся достижения в трудовой деятельности была удостоена в 1971 году звания Героя Социалистического Труда. Проработала в совхозе «Масловский» до 1975 года.
В последние годы своей жизни проживала во 2-м Усманском поселении Новоусманского района.

## Награды
- Герой Социалистического Труда — указом Президиума Верховного Совета СССР от 8 апреля 1971 года
- Орден Ленина (1971).

## Память
- В селе Новая Усмань на аллее Героев установлен бюст Серафимы Воротниковой[2].